# Giovanni Francesco Pico della Mirandola
Giovanni Francesco Pico della Mirandola (dvorac Mirandola, o. 1469. – 15. studenog 1533.), talijanski filozof, nećak Giovannija Pica della Mirandole.

## Životopis
Rođen je u obitelji Galeotta I. Pica i Biance Marie d'Este, nezakonite kćeri Nicole III. d'Este. Prvo obrazovanje stekao je vjerojatno na dvoru u Ferrari. Na njegovo obrazovanje i interese najviše su utjecali njegov stric Giovanni i Girolamo Savonarola.
Godine 1491. oženio je Giovannu Carafu iz Napulja. Poslije očeve smrti 1499. postao je grof Mirandole i dobio carsku investituru. Međutim, njegova mlađa braća, Ludovic i Frederic, zahtijevala su svoj dio posjeda, zbog čega su ga napali i otjerali u progonstvo 1502. godine. Boraveći u progonstvu, nastojao je vratiti svoj posjed uz pomoć Alberta Pija i obitelji Gonzaga. Također, odlazi u Njemačku na dvor cara Maksimilijana I. tražiti svoja pravo. Tamo se upoznao s njemačkim humanistima i znanstvenicima.
Do 1509. umrla su njegova braća i majka pa je posjed Mirandola prešao pod regenstvo Ludovicove žene. Sljedeće godine, Giovanni Francesco je dobio potporu cara i pape Julija II. uz pomoć kojeg je vratio vlast nad Mirandolom početkom 1511. godine. Međutim, već šest mjeseci kasnije morao je ponovno pobjeći pred francuskim trupama Gian Giacoma Trivulzija.
Godine 1514. posjed je carskom intervencijom podijeljen između Giovannija Francesca i Trivulzija, tako što je prvi dobiom Mirandolu, a drugi Concordiju.

## Odabrana djela
- "Životopis Giovannija Pica Mirandole" (Ioannis Pici Mirandulae Vita), 1496.
- De morte Christi et propria cigitanda, libri tres, 1496.
- De studio divinae et humanae philosophiae, 1496.
- De imaginatione seu phantasia, 1501.
- De rerum praenotione libri IX, 1506. – 1507.
- "O Božjoj providnosti" (De providentia Dei contra philosophastros liber), 1508.
- Quaestio de falsitate astrologiae, o. 1510.
- Examen vanitatis doctrinae gentium, et ueritatis Christianae disciplinae, 1520.
- Strix sive de ludificatione daemonium, 1523.
- Opera Omnia, 1573.